# Notre-Dame-de-Lourdes (Joliette)
Pour les articles homonymes, voir Notre-Dame-de-Lourdes.
Notre-Dame-de-Lourdes est une municipalité canadienne du Québec située dans la municipalité régionale de comté (MRC) de Joliette et la région administrative de Lanaudière.

## Toponymie
Elle est nommée en l'honneur des apparitions de Lourdes à Bernadette Soubirous.

## Histoire

### Chronologie
- 28 octobre 1925 : Érection de la paroisse de Notre-Dame-de-Lourdes de la scission de Sainte-Élisabeth.
- 8 octobre 2005 : Changement du statut de la paroisse de Notre-Dame-de-Lourdes pour celui de municipalité.

## Géographie
La rivière L'Assomption, qui coule vers le sud, délimite l'ouest de la municipalité.
La rivière La Chaloupe, qui coule vers l'est, délimite le sud-est de la municipalité.

## Démographie
| 1991  | 1996  | 2001  | 2006  | 2011  | 2016  | 2021  |
| ----- | ----- | ----- | ----- | ----- | ----- | ----- |
| 2 060 | 2 087 | 2 176 | 2 201 | 2 595 | 2 783 | 3 141 |

## Administration
Les élections municipales se font en bloc pour le maire et les six conseillers.
| Notre-Dame-de-Lourdes Maires depuis 2001                                                                             |                   |         |          |
| Élection | Maire             | Qualité | Résultat |
| 2001 | André Bérard      |         | Voir     |
| 2005 | Daniel Arseneault |         | Voir     |
| 2009 | Céline Geoffrey   |         | Voir     |
| 2013 | Céline Geoffrey   | Voir    |          |
| 2017 | Céline Geoffrey   | Voir    |          |
| 2021 | Pierre Guilbault  |         | Voir     |
| Élection partielle en italique Depuis 2005, les élections sont simultanées dans toutes les municipalités québécoises |                   |         |          |

## Éducation
La Commission scolaire des Samares administre les écoles francophones:
- École Sainte-Bernadette[6]

La Commission scolaire Sir Wilfrid Laurier administre les écoles anglophones:
- École primaire Joliette à Saint-Charles-Borromée[7]
- École secondaire Joliette à Joliette[8]